# Lord Monkey Fist
(Lord Monkey Fist)
Lord Monkey Fist, il cui vero nome è Lord Montgomery "Monty" Fiske, è un personaggio immaginario antagonista della serie televisiva d'animazione statunitense Kim Possible.
È doppiato in originale da Tom Kane e in italiano da Oliviero Dinelli.
Monkey Fist è un nobile avventuriero ed esperto di mitologia, egittologia ed archeologia, ossessionato dalle scimmie, dalle antiche leggende giapponesi che le riguardano e dal Tai Sheng Pek Kwar. Egli è intenzionato a conquistare il mondo servendosi di artefatti magici e profezie.
Essendo Ron, al pari del nobiluomo, detentore del "Mistico Potere della Scimmia", egli è maggiormente avverso al ragazzo che non a Kim, e dimostra di essere l'unico cattivo che se ne ricorda il nome. Proprio perché è la vera nemesi di Ron, Monkey Fist è uno degli antagonisti più importanti dello show, nonché uno dei più temibili e terzo villain più ricorrente.

## Caratteristiche

### Personalità
Monkey Fist si distingue dagli altri antagonisti della serie per diversi aspetti caratteristici: innanzitutto, egli crede maggiormente nell'uso di oggetti magici e antiche profezie che non nella tecnologia; difatti si spinge al massimo all'uso di un computer. Inoltre, a differenza di molti altri antagonisti presenti nello show, egli combatte sempre in prima persona, in netto contrasto con l'immenso seguito di assistenti o scagnozzi di cui fanno sfoggio gli altri furfanti e a cui assegnano tutto il lavoro per evitare di sporcarsi le mani. Inoltre, Monkey Fist è un individuo estremamente subdolo, ingannevole, senza scrupoli, avido, egoista e a tratti persino diabolico. Nonostante ciò, si dimostra molto meticoloso e preciso nei suoi piani, seguendo attentamente le istruzioni di antiche pergamene o reperti che riguardano il "Mistico Potere della Scimmia". Inoltre, in quanto archeologo e esperto di mitologia, rispetta e stima chiunque creda in magici poteri o leggende mistiche.
Lord Monkey Fist ha un carattere estremamente freddo e distaccato tipico dei nobili; tuttavia, quando si arrabbia o quando è determinato a portare a termine i suoi piani, egli è capace di essere estremamente crudele e malvagio. Gag ricorrente, sfoggia spesso il tipico umorismo britannico, che tuttavia non viene mai compreso dagli altri personaggi, con l'eccezione di Ron e Shego.
Altro aspetto caratteristico del personaggio è che, mentre la grande maggioranza degli altri criminali dimostrano di essere non veramente malvagi, come Drakken, Shego e Killigan, Monkey Fist è semplicemente psicopatico: pur avendo un titolo nobiliare e un notevole patrimonio, la sua ossessione per le scimmie lo trasforma lentamente da nobile inglese a folle criminale, arrivando perfino a modificare il suo stesso corpo e liquidare tutte le sue fortune al fine di inseguire le sue ossessioni e divenire simile alle creature da lui tanto ammirate.
Personificazione dell'ossessione, Lord Monkey Fist percorre, durante la serie, una progressiva discesa autodistruttiva guidato proprio dalle sue fissazioni; le quali lo portano a desiderare a tutti i costi di avere il "Mistico Potere della Scimmia" tutto per sé, motivo per cui considera maggiormente quale suo rivale Ron Stoppable che non Kim Possible, e, come evidente segno di stima nei confronti del ragazzo, è l'unico antagonista a ricordarne il nome.
Inoltre, presenta varie caratteristiche tipiche dei primati, quali la risata o la camminata quadrupede.

### Aspetto fisico
Lord Monkey Fist è un uomo alto, irsuto e robusto, dalla carnagione abbronzata, due taglienti occhi azzurri ed i capelli neri che gli ricoprono parte del volto tramite due folte basette. Nella sua prima apparizione, è inizialmente caratterizzato con dei tratti posati, austeri e nobiliari ma, successivamente, dopo che la sua vera natura emerge, tale caratterizzazione muta drasticamente: i suoi tratti facciali divengono più simili a quelli di una scimmia, così come la sua postura. Inoltre viene rivelato essere in possesso di tutte e quattro le estremità degli arti prensili.
Nel suo episodio d'esordio, Monkey Fist indossa una sorta di casacca da karateka nera con lacci e cintura rossi, ma, in seguito, veste sempre con una divisa da ninja, salvo in alcune occasioni, in cui lo si è visto indossare smoking, divise da archeologo o vestaglie bordeaux.

## Biografia del personaggio

### Antefatti
Monty Fiske, nasce a Londra, ultimo discendente di un'antica stirpe britannica insignita del titolo di Lord. Crescendo l'uomo si fa un nome come rispettato archeologo e studioso di scimmie, ma, in seguito, ne diviene ossessionato in maniera pericolosa: la sua passione per i primati lo porta infatti a dilapidare la sua fortuna in un intervento eseguito dalla genetista folle DNAmy volto ad alterarsi geneticamente mani e piedi rendendoli simili a quelle degli animali da lui venerati.
Col poco denaro rimastogli dopo l'operazione, e l'assistenza del suo maggiordomo Bates, egli finanzia delle spedizioni al fine di ritrovare le quattro "Scimmie di Giada", artefatti che, secondo un'antica leggenda, donano a chi le possiede il "Mistico Potere della Scimmia".

### Nella serie
Caso vuole che, nella sua ultima spedizione Kim Possible lo aiuti nell'impresa in risposta alla sua ricerca di volontari, convinta di rendere un servizio pubblico e ignorando gli avvertimenti di Ron, che, affetto da fobia delle scimmie, vede molto di malocchio l'avventuriero.
Ottenute le statuette, il nobiluomo riesce a perseguire il suo scopo ed ottenere il potere da lui tanto agognato, ma Ron, nel tentativo di fermarlo, nonché di evitare di essere ucciso, si espone a sua vota all'energia mistica delle "Scimmie di Giada" e ottiene i medesimo potere. Nonostante la maggiore abilità del criminale nell'arte del Tai Sheng Pek Kwar, il ragazzo riesce dunque a sconfiggere il nemico e a distruggere le quattro statue, apparentemente annullando i poteri appena acquisiti dal nobiluomo, che giura vendetta e si ribattezza Lord Monkey Fist.
Da allora tenta più volte di conquistare il mondo e ottenere la sua vendetta, tentando di impadronirsi della magica "Lama Lotus" o di scatenare un'orda di scimmie-demoni fantasma evocate tramite un testo antico; tuttavia ognuno dei suoi tentativi viene puntualmente sventato, sempre da Ron.
Nella quarta stagione la sua ossessione lo conduce alla fine: infatti, messosi alla ricerca dell'"Arma Mistica del Potere della Scimmia", che si rivela essere Hana, la sorella adottiva di Ron, il nobiluomo libera la potente entità nota come Yono il distruttore, e accetta di stringervi un patto legando la propria vita con esso; a seguito di tale accordo tuttavia, si scopre che Hana e Yono sono due parti della stessa forza mistica, la prima buona, il secondo malvagio. Monkey Fist brandisce Yono come arma contro Ron che, tuttavia, riesce ad addestrare Hana ad evitare i fulmini dell'oscuro distruttore: così il legame profondo fra Ron e Hana dona loro la vittoria e Monkey Fist viene sconfitto.
Dopodiché, Yono sparisce e Monkey Fist viene trasformato in una statua di pietra perché costretto secondo il patto a seguire le orme di Yono; quindi, viene posto sulla cima del "Grande Tempio Oscuro di Yono" come guardiano, per poi sprofondare nelle sabbie.

### Epilogo
Nella scena di chiusura dell'ultimo episodio, Monkey Fist è nel bar per supercriminali, sempre sotto forma di statua, allo stesso tavolo cui siedono DNAmy e Adrena Lynn. Probabilmente, DNAmy, essendo ancora innamorata di lui, lo ha trovato scavando e tirandolo fuori dalle sabbie, senza tuttavia riuscire a rompere la maledizione.
Viene rivelato infatti che Lord Monkey Fist è destinato a rimanere pietrificato per sempre.

## Poteri e abilità
Privo di poteri sovrannaturali, Lord Monkey Fist è dotato di grande intelligenza ed astuzia; inoltre è un esperto di arti marziali, in particolare il Tai Sheng Pek Kwar, ovvero il Kun-fu della scimmia; sebbene si sia spesso dimostrato un profondo conoscitore di varie altre discipline marziali; avendo perfino tenuto testa a Kim col Kung Fu della mantide, Il più praticato dalla ragazza.
Un fatto interessante è che Kim non sia mai riuscita a sconfiggere Monkey Fist in combattimento in nessun episodio, sebbene più spesso a causa di interruzioni che per l'abilità del nobiluomo.
Oltretutto, Monkey Fist è anche un abile schermidore e nell'uso della spada in generale, nonché di varie altre armi ninja.
Grazie alle modifiche genetiche subite, Monkey Fist possiede una forza, una agilità e una prontezza di riflessi sovrumane, paragonabili a quelle di un primate; inoltre dispone di quattro arti prensili, con i quali riesce ad arrampicarsi, ad afferrare oggetti anche coi piedi e a stare appeso a tesa in giù. Ognuna delle sue quattro mani dispone dello stesso, enorme, quantitativo di forza. Queste caratteristiche fanno di Monkey Fist uno degli antagonisti più temibili nella serie nel combattimento corpo a corpo.
Spesso in battaglia si serve dell'assistenza di una milizia personale di primati addestrati al combattimento chiamata "Scimmie-Ninja".

### Mistico Potere della Scimmia
Nell'episodio Il segreto dell'uomo scimmia, Monkey Fist, insieme a Ron Stoppable e Rufus, ottiene una sorta di potere soprannaturale tramite un antico rito invocato attraverso quattro statuette di giada: Il Mistico Potere della Scimmia, che conferisce al suo proprietario un'innaturale potenza combattiva espressa in forza, velocità e resistenza sovrumane, oltre che un'innata competenza nell'arte marziale del Tai Sheng Pek Kwar (大圣劈挂), da lui comunque già padroneggiata.
Dopo la distruzione delle quattro statuette, tale potere è destinato a rimanere soltanto in lui, in Ron e in Rufus.

## Altre versioni
- Durante la terza parte dell'episodio speciale Viaggio nel tempo (A Sitch in Time) viene presentata una versione futura di Lord Monkey Fist: nel futuro distopico governato da Shego, il nobile, assieme alle sue scimmie ninja, è al servizio dell'autoproclamatasi Essere Supremo.

## Curiosità
- Monkey Fist è uno dei quattro personaggi della serie di cui si assiste alla morte. Egli viene trasformato in pietra e sotterrato nelle sabbie, quindi di fatto "cessa di vivere". Gli altri sono Yono, Warhok e Warmonga: curioso come tutti e quattro questi antagonisti siano stati sconfitti (e indirettamente uccisi) da Ron, anziché da Kim.
- Nell'episodio d'esordio di Monkey Fist, in cui è presentato per la prima volta il nobile inglese, si assiste alla ricerca delle quattro scimmie di giada nascoste in antichi e rudimentali templi perduti, ognuno con trappole diaboliche, animali velenosi, congegni primitivi e numerosi trabocchetti per tenere lontano gli archeologi e i curiosi dai manufatti custoditi. Tutto l'episodio è un chiaro riferimento al franchise di Indiana Jones.
- Il patto che Monkey Fist stringe con Yono il distruttore nell'ultima stagione è un diretto riferimento al Patto col diavolo. Inoltre, dato l'epilogo della trasformazione in statua di pietra, della stretta di mano e della discesa agli inferi, può anche esserci un riferimento, più o meno esplicito, all'opera letteraria Don Giovanni e il convitato di Pietra nonché al mito di Medusa.